# Bowlesia
- Commons
- Wikispecies

Bowlesia é um género botânico pertencente à família Apiaceae.